# Соціальна дистанція
Дистáнція соціáльна — соціологічна категорія, що характеризує ступінь прийняття або відторгнення людиною представників інших соціальних груп (етнічних, релігійних, соціально-статусних, професійних, вікових тощо).
У сучасній соціології категорія «Соціальна дистанція» є важливим знаряддям аналізу соціальної стратифікації та взаємовідносин між соціальними групами. У період інтенсивного розвитку емпіричної соціології (20-і рр. XX ст.) розпочалося розроблення шкал для вимірювання «соціальної дистанції» і методів статистичного аналізу результатів масових опитувань. Найпоширенішою є шкала Е. Боґардуса, що найчастіше використовується у дослідженні міжрасових, міжетнічних і міжнаціональних відносин. Вона вимірює емоційну установку людини щодо представників інших національностей – певну психологічну готовність до зближення або відмежування від людей іншої національності, незалежно від їхніх особистих якостей і особливостей. Відповідь респондента на питання про те, якими він допускає представників іншої національності – членів сім’ї, друзів, сусідів, колег, мешканців чи відвідувачів країни, – дає змогу визначити соціальну дистанцію, яку людина хотіла б зберегти між собою і даною етнічною групою, та зробити висновки про загальну тенденцію спрямованості розвитку масової свідомості.